# 大陵県
大陵県（だいりょう-けん）は中華人民共和国山西省にかつて存在した県。現在の呂梁市文水県北東部に相当する。
前漢により設置され、南北朝時代、北魏により廃止された。